# Ashai Rey
Ashai Rey (Engelse titel: Circle, Crescent, Star) is een sciencefictionroman van de Amerikaanse schrijfster Ansen Dibell uit 1981. De Nederlandse vertaling verscheen hetzelfde jaar bij Uitgeverij Meulenhoff als M=SF #162 en is het tweede boek in de vijfdelige reeks Het bewind van Een.

## Verhaal
Nadat Jannus door de Shai tot laatste koning van Kantmorie is benoemd, is hij getrouwd met de Valde Poli Wir. Met hun vijfling wonen ze in de Kwikveen, een van de riviersteden van Bremner. Kwikveen wordt niet zoals de andere riviersteden door een, maar door twee vrouwen bestuurd. Vrouwe Ketrinne is de waarachtige heerseres van de stad, maar bestuurt nu de centrale stad ofwel de Cirkel. Vrouwe Rayneth heerst over de haven, de Ring genaamd, met steun van Ashai Rey, hertog van de Andraanse stad Andrun. Jannus is met zijn vriend Dan Yrsmit in dienst van vrouwe Rayneth. Hij raakt betrokken bij de machtsstrijd tussen de twee vrouwen, die vechten om Pedross, de van zijn vader weggevluchte zoon van Ashai Rey. Jannus is gedwongen om een tweegevecht met de Eerste Danseres van Ketrinne aan te gaan om te voorkomen dat de legers van de twee vrouwen elkaar te lijf gaan. Pedross begint ondertussen Kwikveen te versterken en een leger op te bouwen in afwachting van de aanval van zijn vader op de stad.

## Het bewind van Een-reeks
1. 1978 - De laatste koning (Pursuit of the Screamer)
2. 1981 - Ashai Rey (Circle, Crescent, Star)
3. 1982 - Zomermarkt (Summerfair)
4. 1983 - Stormvloedgrens (Tidestorm Limit)
5. 1985 - Gift van de Shai (The Sun of Return)